# Farkhana
Farkhana är en ort i Marocko, som sedan 2009 tillhör staden Bni Ansar. Den ligger i provinsen Nador och regionen Oriental, 400 km öster om huvudstaden Rabat. Vid folkräkningen 2004 räknades orten som stad i landskommunen med samma namn och hade då 10 994 invånare.